# Eleições nos Estados Unidos em 1964
As eleições gerais nos Estados Unidos em 1964 ocorreram no dia 3 de novembro, uma terça-feira. O então presidente Lyndon Johnson, do Partido Democrata, foi reeleito para seu primeiro mandato completo na Casa Branca (Johnson assume a presidência da república em novembro de 1963, quando o então presidente John F. Kennedy foi assassinado), derrotando o candidato republicano Barry Goldwater. Nesta mesma data ocorreram eleições para o Senado e para a Câmara dos Estados Unidos e para governador em vários estados.
Os democratas lograram um expressivo resultado nesta eleição: eles conquistaram 37 cadeiras na Câmara e duas no Senado, assegurando assim a maioria em ambas as casas do Congresso.